# Мохаммед Аль-Вакед
Мохаммед Аль-Вакед (араб. محمد الواكد; нар. 25 березня 1992) — саудівський футболіст, воротар клубу «Аль-Гіляль».

## Клубна кар'єра
4 грудня 2013 року «Аль-Гіляль» підписав трирічний професіональний контракт з Мохаммедом Аль-Вакедом завдяки інтересам збоку головного тренера клубу Самі Аль-Джабера .
10 січня 2015 року Аль-Вакед був відданий в оренду в клуб «Аш-Шулла» на решту сезону 2014/15 . 6 лютого Аль-Вакед дебютував за команду проти свого рідного «Аль-Гіляля», який вони програли з рахунком 2:1 . 14 лютого Мохаммед зіграв свій другий матч за клуб у грі проти «Аль-Халіджа», який закінчився внічию 1:1. 22 березня Мохаммед Аль-Вакед виграв свою першу гру в лізі, коли допоміг переграти «Ат-Таавун» з рахунком 4:3.
15 травня він зіграв свій останній матч за «Аш-Шуллу» проти « Аль-Файсалі», в якому переміг 2:1, незабаром після чого повернувся в «Аль-Гіляль». З цією командою у 2018 році він виграв чемпіонат і Суперкубок Саудівської Аравії, а наступного року став переможцем Ліга чемпіонів АФК, завдяки чому отримав право зіграти на клубному чемпіонаті світу 2019 року в Катарі.

## Досягнення
«Аль-Гіляль»
- Професійна ліга Саудівської Аравії : 2017, 2018
- Королівський кубок чемпіонів : 2015, 2017
- Кубок наслідного принца Саудівської Аравії : 2013, 2016
- Суперкубок Саудівської Аравії : 2018
- Ліга чемпіонів АФК: 2019